# Battaglia di Magenta
La battaglia di Magenta è un episodio della seconda guerra d'indipendenza italiana. Fu combattuta il 4 giugno 1859 a Magenta, fra l'Impero austriaco e la Francia. Alla battaglia parteciparono, anche se non direttamente, alcune unità del Regno di Sardegna, alleato della Francia.
Fu la prima delle due grandi battaglie, assieme a quella di Solferino e San Martino, che porteranno i franco-piemontesi alla vittoria finale. Effetto della vittoria alleata fu infatti la liberazione di Milano, uno degli episodi principali del processo di unificazione italiana.

## Da Palestro a Magenta
Alla fine di maggio del 1859 il comando dell'esercito austriaco in Italia era in preda al disorientamento. Il suo comandante, il generale Ferenc Gyulay, si attendeva, infatti,
che il comandante dell'esercito nemico, Napoleone III di Francia avrebbe attaccato a sud forzando il Po a Frassineto (poco a est di Casale Monferrato) e a Valenza. I francesi invece stavano iniziando la loro manovra più a nord, protetti prima dal Po e poi dal Sesia, superato il quale presso Vercelli avrebbero cominciato l’aggiramento dell'ala destra austriaca. La copertura di questa manovra era stata affidata all'esercito piemontese comandato da Vittorio Emanuele II di Savoia. I Piemontesi si prepararono quindi a impegnare e bloccare gli austriaci al centro e consentire l'aggiramento di Napoleone III verso Milano.
Solo dopo le sconfitte subite il 30 e il 31 maggio a Vinzaglio e a Palestro, il comando austriaco si accorse del tranello tesogli dal Piemonte e dalla Francia e ordinò che il grosso dell'esercito si ritirasse, attraverso Vigevano e Abbiategrasso, dalla Lomellina a Magenta. Gli austriaci stabilirono così la linea difensiva di Milano tra il Naviglio Grande e il Ticino.
Nel corso del mattino del 1º giugno 1859 Gyulay apprese che oltre 50000 francesi erano giunti a Novara, e constatò con certezza che Napoleone III mirava ad aggirare la sua ala destra. Il comandante della 2ª armata austriaca attuò allora il ripiegamento. Intanto a Verona era giunto l'imperatore d'Austria Francesco Giuseppe e a Milano il suo capo di stato maggiore Heinrich von Hess, al quale Gyulai comunicò che avrebbe dato battaglia dietro il Ticino.

## Le forze in campo

### Lo schieramento difensivo austriaco

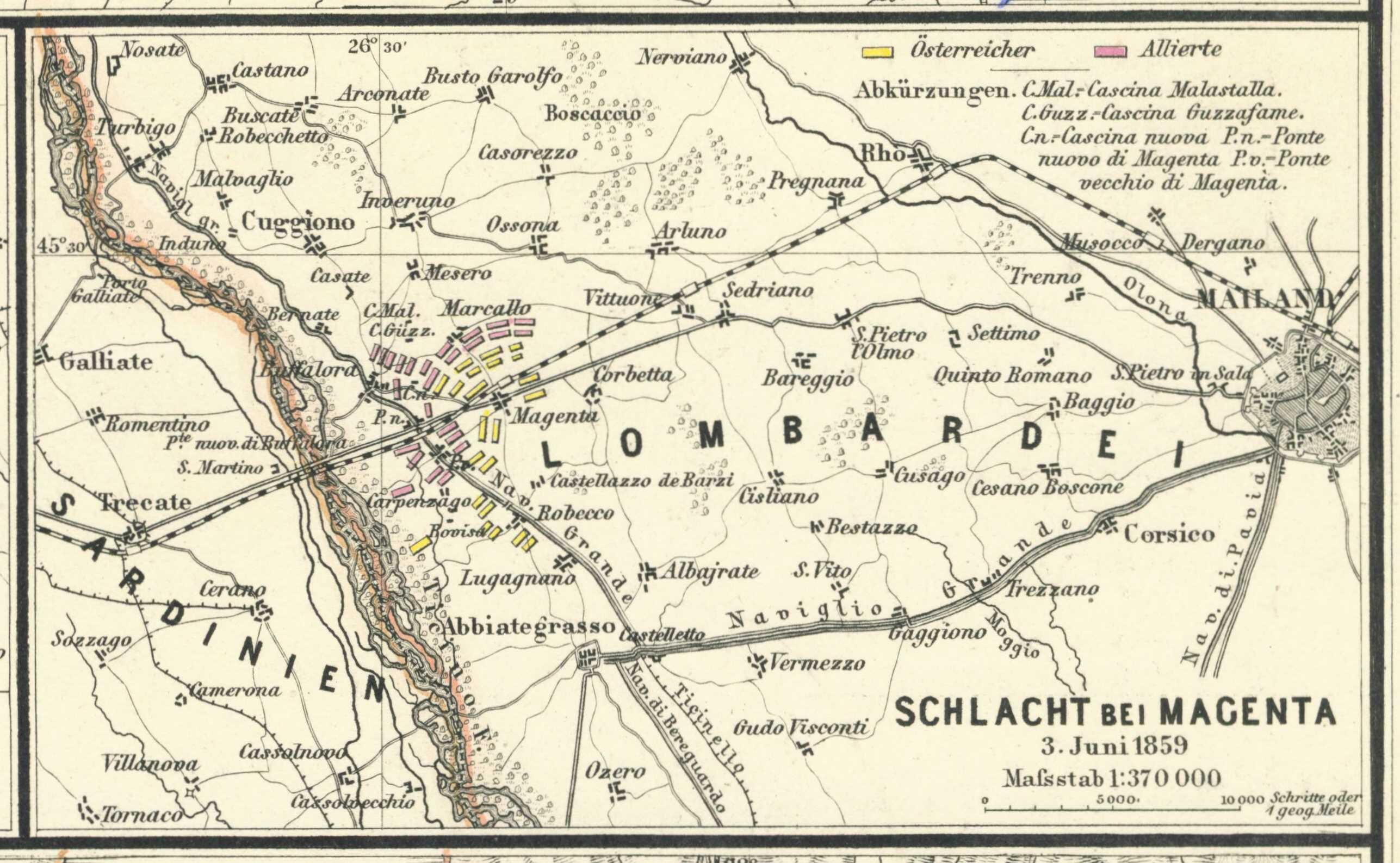
Una carta tedesca dell’epoca che illustra la posizione strategica di Magenta sulla strada di Milano. Sono anche raffigurate le truppe francesi (in rosa) e quelle austriache (in giallo) nel momento cruciale della battaglia. Si noti la data del 3 giugno 1859, giorno dello scontro di Turbigo che precedette la battaglia vera e propria.

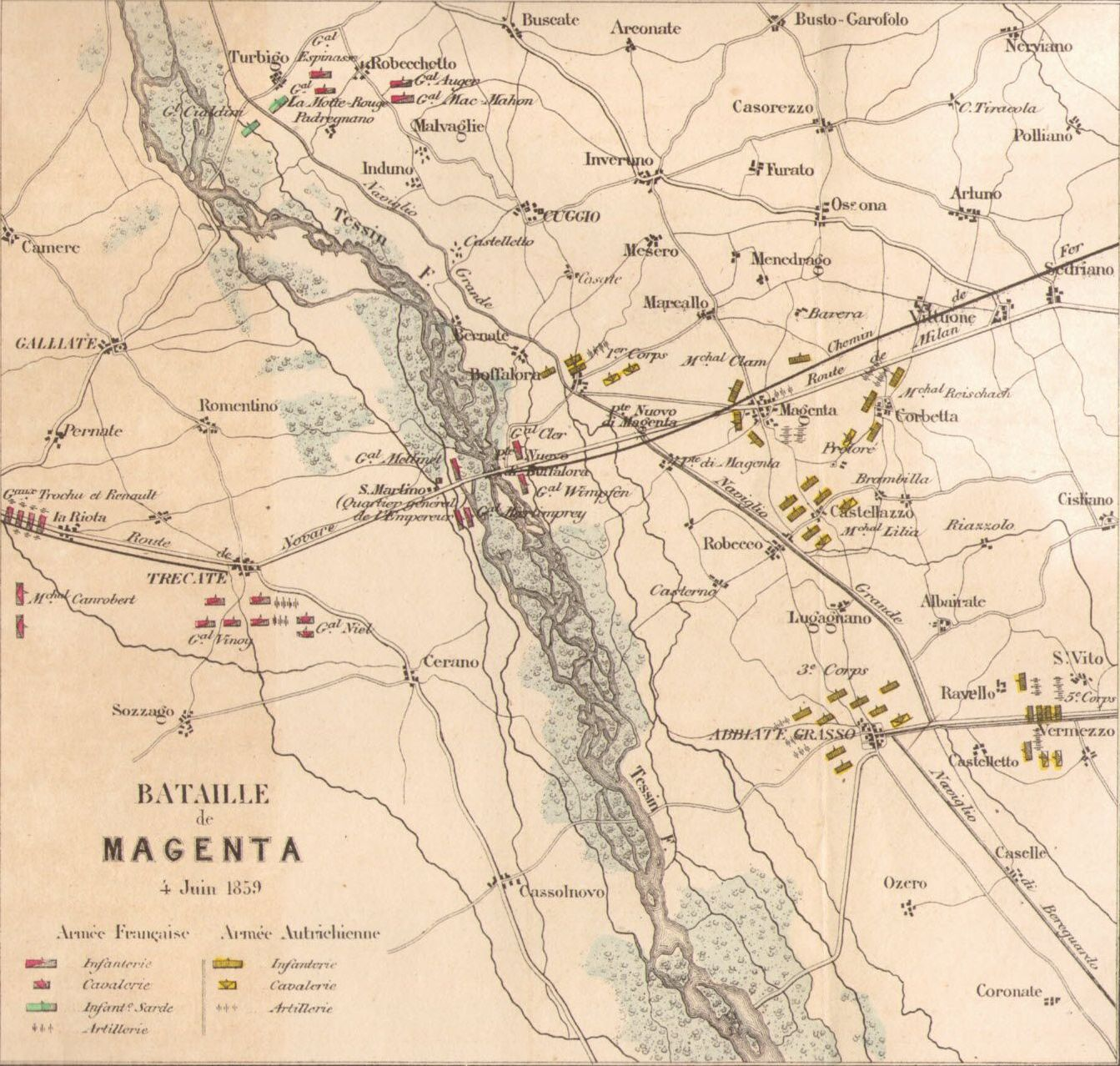
Una carta francese del 1859 della battaglia. Secondo le fonti attuali la collocazione delle unità austriache risulta approssimativa.

Completato il ripiegamento, la mattina del 4 giugno gli austriaci avevano 117000 uomini sulla sponda sinistra del Ticino oltre al 9º Corpo che si trovava a guardia del Po tra Piacenza e Stradella. Nei pressi di Magenta (prima località dopo il Ticino sullo stradone fra Novara e Milano) in posizione dietro al Naviglio Grande (canale che scorre parallelo e ad est del Ticino) o sul ciglione che domina il letto del Ticino erano disposti da nord a sud: 
- il 2º Corpo (tranne la divisione Jelačić) comandato dal generale Edoardo Francesco del Liechtenstein, da Boffalora fino al 1º Corpo;
- il 1º Corpo comandato dal generale Eduard Clam-Gallas appena a nord di Magenta;
- la divisione di cavalleria del generale Alessandro di Mensdorff del 9º Corpo del generale Johann Franz Schaaffgotsche von Kynast a nord-est di Magenta sullo stradone che conduceva a Milano;
- la divisione del generale Sigismund von Reischach del 7º Corpo appena a nord-ovest di Magenta;

Queste quattro unità contavano in tutto circa 41000 uomini. Seguivano:
- la divisione del generale Georg Jelačić von Bužim del 2º Corpo a ovest di Magenta fra il paese e il Naviglio Grande;
- il 7º Corpo (tranne la divisione Reischach) del generale Friedrich Zobel fra Ponte Vecchio di Magenta, Magenta e Corbetta[7];
- il 3º Corpo del generale Edmund von Schwarzenberg  presso Robecco fra il naviglio e il Ticino.

Queste tre unità contavano in tutto circa 27000 uomini e poiché il 5º Corpo di Philipp Franz von Stadion si trovava troppo distante da Magenta, gli austriaci avevano circa 68000 uomini nel raggio d’azione delle truppe francesi e piemontesi avanzanti.
D’altronde gli austriaci vantavano una posizione difensiva molto solida. Le difficoltà per i franco-piemontesi non erano costituite tanto dal corso del fiume Ticino, che era cosparso di piccole isole e facilmente attraversabile dai ponti di barche, quanto dal corso veloce e dagli alti argini del canale del Naviglio Grande. Questo percorreva la pianura parallelo al fiume a est, e distante dal Ticino circa due chilometri.
Gli austriaci ritenevano che i francesi avrebbero attaccato il loro schieramento da ovest nei pressi di Magenta o, più a sud, nei pressi di Vigevano. Per ovviare a entrambe le circostanze Gyulay divise le sue forze, consentendo così ai francesi, che gradualmente raggiungevano la zona, di trovarsi di fronte solo una parte dell’esercito nemico: fu una delle cause della vittoria di Napoleone III.

### L’avanzata e le forze franco-piemontesi

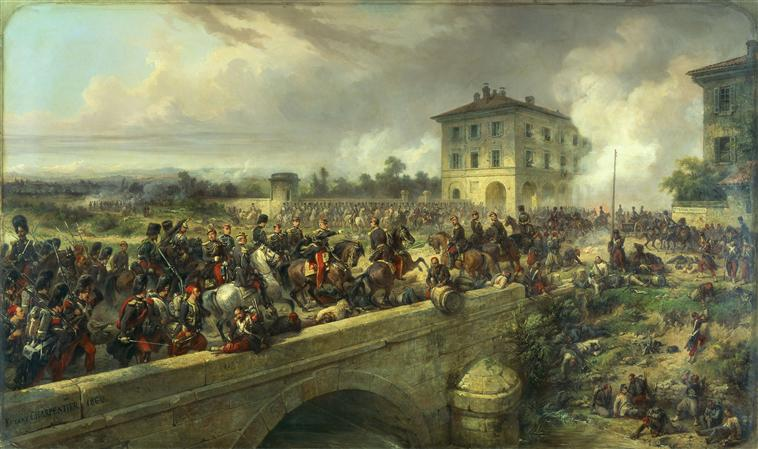
Le truppe francesi della Guardia a Ponte Nuovo di Magenta.

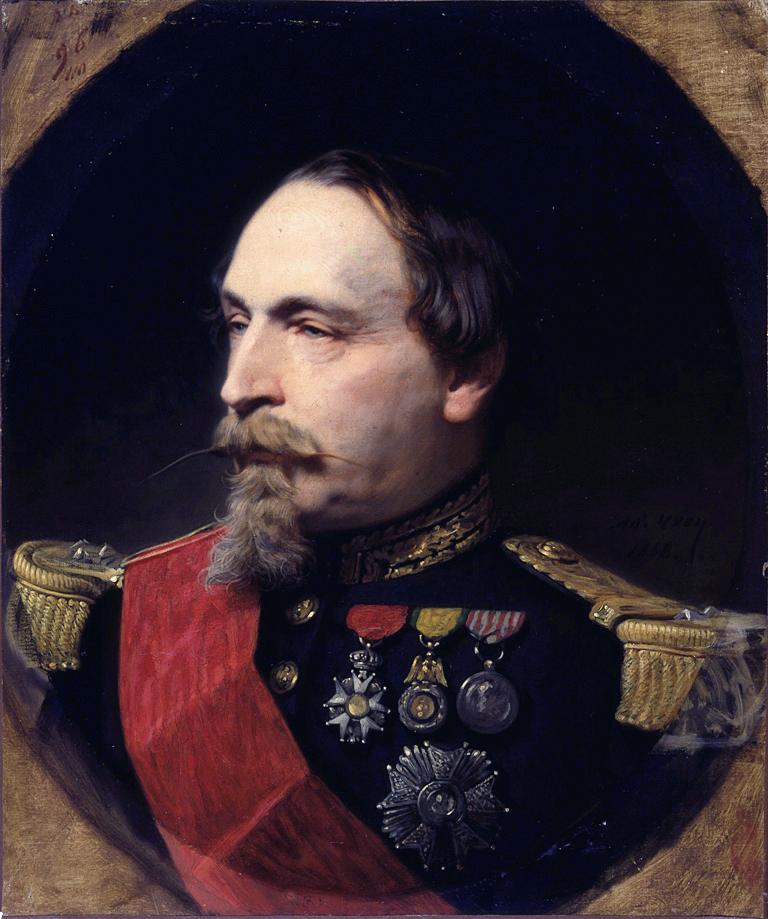
L’imperatore Napoleone III di Francia era a capo dell'esercito franco-piemontese. A Magenta comandava direttamente i Corpi che avanzavano da ovest.

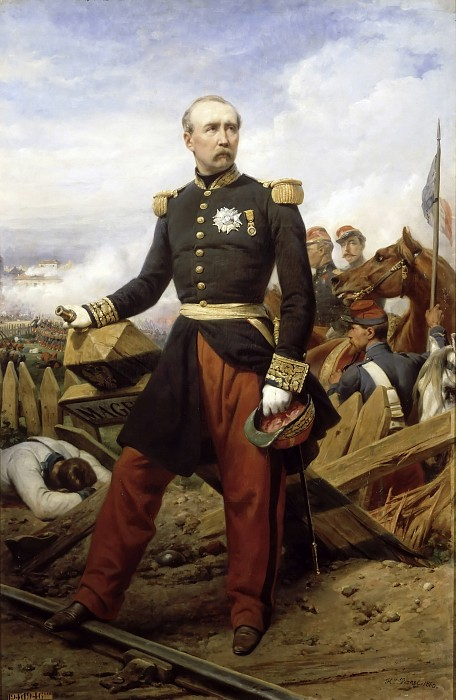
Il generale francese Patrice de Mac-Mahon, comandante del 2º Corpo che avanzava da nord.

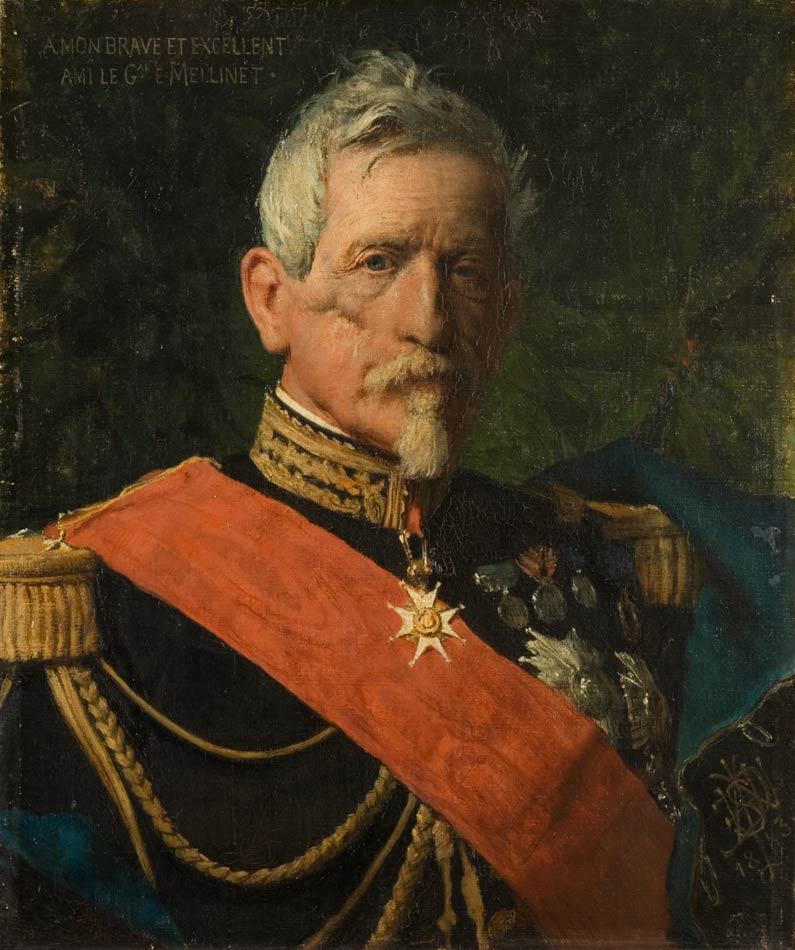
La divisione della Guardia del generale Émile Mellinet fu la prima ad attaccare gli austriaci a Magenta.

Consci delle difficoltà che avrebbero trovato di fronte allo schieramento austriaco che difendeva Milano, i francesi decisero di attaccare in forze Magenta. In tutto si trattava di concentrare sull’obiettivo circa 50000 uomini, ai quali si sarebbero potuti aggiungere i 12000 uomini della 2ª Divisione piemontese del generale Manfredo Fanti.
I numeri davano solo apparentemente ragione agli austriaci, perché le forze di Gyulay erano schierate su un fronte abbastanza ampio e i francesi intendevano attaccare con un’azione da ovest e da nord solo l’ala destra dello schieramento nemico. Si tratterà quindi per gli austriaci di raggruppare da sud e in fretta tutte le forze disponibili.
I francesi, intanto, tra il 2 e il 3 giugno erano riusciti a creare una piccola testa di ponte sulla sponda sinistra del Ticino, presso Turbigo, 14 km a nord-ovest da Magenta. Ciò permise la costruzione di un ponte di barche attraverso il quale poté attraversare il fiume e il Naviglio il 2º Corpo del generale francese Patrice de Mac-Mahon. Avutane notizia, il comandante del 1º Corpo austriaco Clam-Gallas vi mandò una forte ricognizione che però, a seguito della reazione francese che portò allo scontro di Turbigo, dovette ritirarsi affrettatamente a Magenta. Oltre al Corpo di Mac-Mahon da nord, Napoleone III preparava l'attacco principale da Novara, cioè da ovest.
Alla mattina del 4 giugno gli alleati potevano contare in zona sulle seguenti unità:
- 2º Corpo di linea francese comandato dal generale Mac-Mahon sulla sponda sinistra del Ticino, fra Turbigo e Robecchetto assieme alla 2ª Divisione Volteggiatori della Guardia di Jacques Camou;
- Alcune unità piemontesi, corrispondenti a circa due divisioni, che non faranno in tempo a partecipare direttamente alla battaglia, in marcia dopo Galliate verso Turbigo;
- 1ª Divisione Granatieri della Guardia francese del generale Émile Mellinet al ponte di San Martino, sulla sponda destra del Ticino, sullo stradone Novara-Magenta;
- 3º e 4º Corpo di linea francesi comandati rispettivamente dai generali François Certain de Canrobert e Adolphe Niel, dislocati a Novara pronti a marciare per Trecate verso Magenta;
- 1º Corpo francese di linea del generale Achille Baraguey d'Hilliers accampato ad Olengo a sud di Novara.

La mattina del 4 giugno 1859, forti della testa di ponte presso Turbigo, l’ala sinistra dello schieramento franco-piemontese mosse da nord nel tentativo di aggirare l’ala destra dello schieramento austriaco e vanificare la forza della posizione difensiva di Magenta. Avanguardia della colonna aggirante era la Divisione della Guardia di Camou, alla quale seguiva il 2º Corpo di Mac-Mahon e la 2ª Divisione piemontese di Fanti. Obiettivo dell’azione era Boffalora con il suo ponte sul Naviglio Grande, a meno di 6 km a ovest da Magenta. Boffalora doveva costituire il punto di raccordo fra le forze francesi avanzanti da nord e quelle da ovest. Per quelle da nord costituiva il perno dell’ala destra e per quelle da ovest, il perno dell’ala sinistra.
Da est, direttamente contro l’ala destra austriaca, avanzava la divisione della Guardia di Mellinet che precedeva la lenta marcia del 3º e 4º Corpo i cui fanti e carriaggi venivano ostacolati dall’esiguità del Ponte Nuovo sul Ticino che era stato minato e danneggiato dagli austriaci in ritirata. Le cariche esplose non avevano compromesso la struttura principale che però non consentiva un deflusso regolare dell’armata francese. La situazione migliorò solo leggermente quando i genieri di Napoleone III gettarono un ponte di barche poco distante. Ma obiettivo prioritario di Mellinet, affidato al 2º Reggimento Granatieri, era, poco più a est, Boffalora, fulcro dell’azione strategica francese. Qui Napoleone III aveva previsto l’incontro delle forze comandate direttamente da lui con quelle di Mac Mahon. Una volta riunite le unità, ci sarebbe stato l’attacco convergente su Magenta.

## La battaglia

### Napoleone III fra il Ticino e Magenta

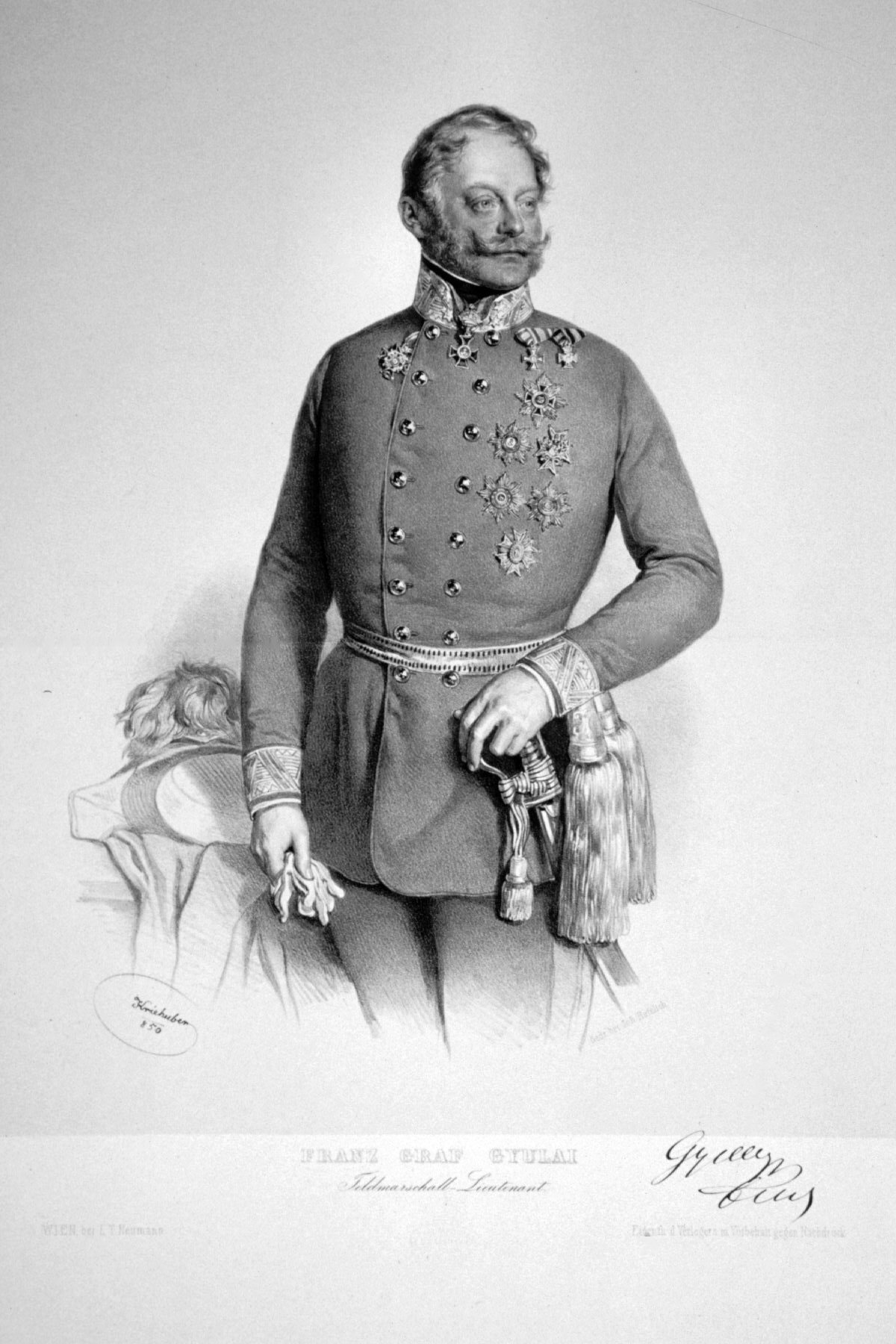
Il comandante delle forze austriache a Magenta, generale Ferenc Gyulay.

Alle 12,30 del 4 giugno 1859 la 1ª Divisione francese della Guardia di Mellinet era in vista del Naviglio Grande dietro il quale erano appostati gli austriaci. Sul posto era adesso anche Napoleone III. Poiché Mac Mahon gli aveva fatto sapere che sarebbe arrivato a Boffalora alle 14,30 al più tardi, l'imperatore ordinò ai soldati di attendere le 14 per l'attacco.
L'assalto della 1ª Divisione della Guardia fu sferrato tuttavia fra le 13 e le 14. I francesi superarono la scarpata del Naviglio Grande, trovarono intatti i ponti dello stradone e della ferrovia a Ponte Nuovo e si spinsero verso Magenta: le due brigate francesi componenti la divisione furono affrontate da 5 austriache.
Gli uomini della divisione di Mellinet attaccarono da Boffalora a Ponte Nuovo, ostacolati dagli austriaci del 2º Corpo di Liechtenstein appostati nelle solide case coloniche della zona e dall’artiglieria nemica che colpiva i ponti su cui erano costretti a passare. Agli ordini del colonnello Alfred Dalton, il 2º Reggimento Granatieri impegnò senza esitazioni il nemico a Boffalora, mentre gli altri reparti della stessa divisione, il 1º Reggimento del colonnello Pierre de Bretteville e il 3° di Jean-Louis Metman (1814-1889), cercavano di prendere possesso, poco più a sud, della sponda sinistra del Naviglio Grande. Secondo lo storico Schneid, la tensione cominciò a diminuire verso le 14, quando gli zuavi della brigata del generale Gustave Cler riuscirono ad attraversare con delle barche trovate sul posto il canale e costituire un avamposto sulla sponda tenuta dagli austriaci.
Per il ritardo dell’avanzata da nord di Mac Mahon, e cioè fra le 14 e le 15,30, si ebbe per i francesi un momento critico. Napoleone III fra il Ticino e il Naviglio Grande chiese di accelerare la marcia del 3º Corpo da Novara di Canrobert e chiese anche l'invio di una divisione del 4º Corpo di Niel. Gli austriaci non si resero conto della delicata situazione dell'avversario e non ne approfittarono. Mac Mahon intanto procedeva con precauzione da nord mentre alle 15,30 a Napoleone III giungevano i primi rinforzi da ovest: la 2ª Brigata del generale Joseph Alexandre Picard (1813-1891) della 1ª Divisione del 3º Corpo. Ma cominciavano a giungere anche le truppe del 3º Corpo austriaco di Schwarzenberg che minacciava da sud i francesi fra il Ticino e il Naviglio. Gli uomini di Napoleone III che avevano superato il canale venivano invece validamente contrastati dalla divisione del generale Reischach.

### Le difficoltà di sfondamento dei francesi

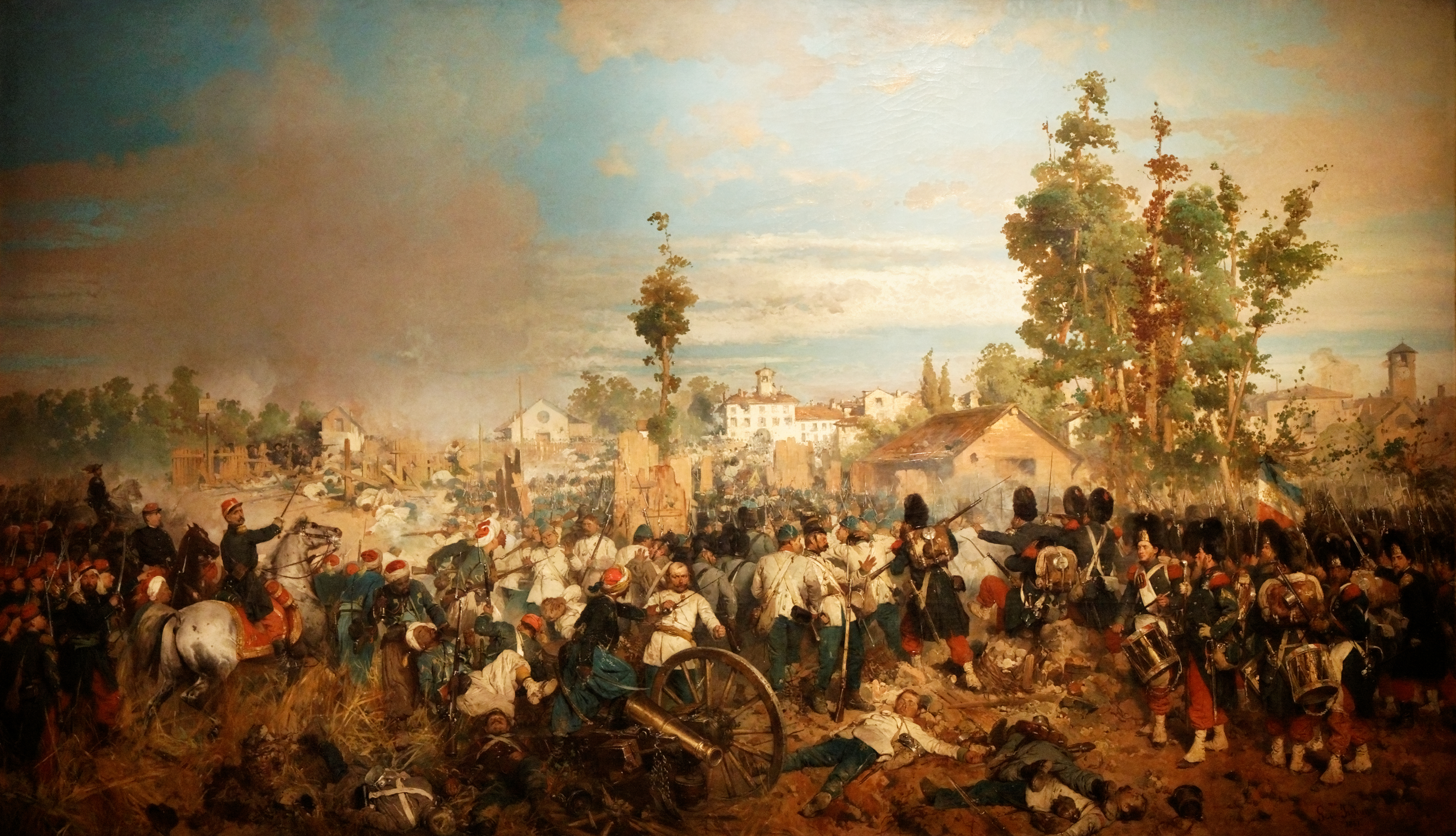
La battaglia presso la stazione di Magenta. Le truppe austriache (in bianco) sono sopraffatte dalla Guardia francese (a destra) e dalle truppe di linea (a sinistra).

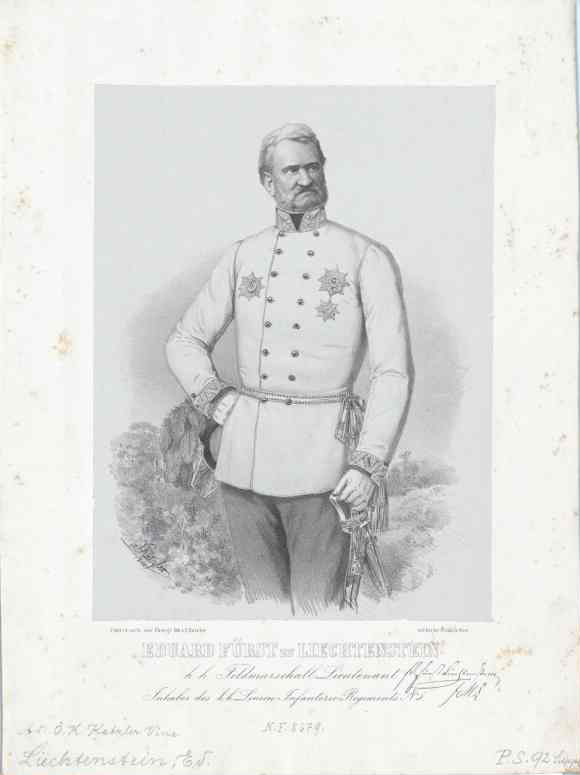
Il generale austriaco Edoardo Francesco del Liechtenstein, comandante della 2º Corpo che subì il primo attacco francese a Magenta.

Per i francesi un elemento di ritardo dell’afflusso delle truppe fu costituito principalmente dal terreno impraticabile e dal sovraffollamento di traffico sulle poche strade disponibili o sul percorso delle ferrovie o sulle massicciate. I carri dei rifornimenti soprattutto stentarono ad avanzare formando degli ingorghi sui ponti. Ingorghi che la resistenza austriaca aggravava perché in grado di fermare le truppe francesi che potevano procedere solo in colonna. Queste difficoltà ostacolarono i movimenti sia di Mac Mahon e Fanti da nord che quelli di Canrobert e Niel da ovest.
La 2ª Brigata francese di Picard della 1ª Divisione del 3º Corpo di Canrobert giunse sul campo di battaglia proprio nel momento in cui l’attacco austriaco da sud si faceva più violento, e la sua azione si estinse in un intenso scontro di fucileria. Poco dopo giunse anche la 1ª Divisione di fanteria del generale Joseph Vinoy del 4º Corpo che verso le 17,30 cominciò a supportare i reparti della Guardia sul Naviglio.

### I movimenti e le esitazioni austriache

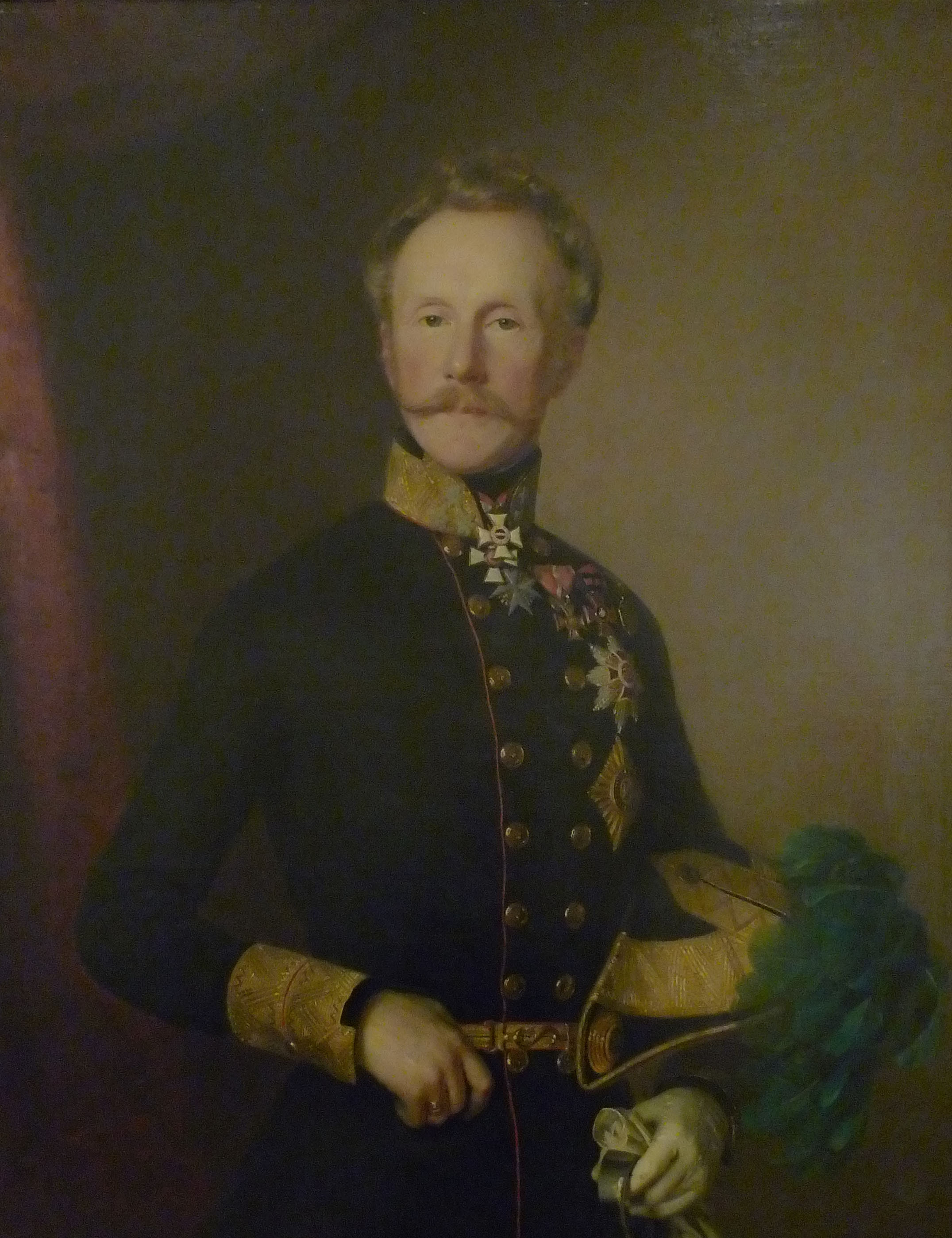
Il capo di stato maggiore Heinrich von Hess, che condivise con Gyulai la responsabilità della sconfitta.

Il comandante del 1º Corpo austriaco, Clam-Gallas, nonostante avesse ricevuto disposizioni di ritirarsi alla constatazione di una forte pressione del nemico, preferì resistere sul Naviglio, dove i combattimenti erano ormai asperrimi. A sostegno delle truppe di Clam-Gallas, il comando austriaco inviò il 3º Corpo di Schwarzenberg da sud, che iniziò a percorrere la sponda sinistra del Naviglio verso Magenta. La manovra mise in pericolo l’ala destra francese e anche il 5º Corpo austriaco di Stadion si mosse, ma senza riuscire poi a raggiungere il campo prima della fine della battaglia. Il comandante delle forze asburgiche Gyulay e il suo capo di stato maggiore Hess, giunsero in prima linea verso le 13,30 e, non rendendosi conto della situazione a loro favorevole, mancarono di impiegare la cavalleria di Mensdorff, che rimase inattiva, sull’ala destra, in attesa dell’arrivo delle truppe di Mac Mahon. Né furono impiegate le due brigate di riserva del 7º Corpo di Zobel disposte a ovest e a sud di Magenta.

### L'arrivo di Mac Mahon e la presa di Boffalora
Alle 16 la situazione per i francesi cambiò: da un lato Mac Mahon arrivò con la sua ala destra a Boffalora, e dall'altro giunse in appoggio una brigata della 3ª Divisione di Louis de Luzy-Pelissac del 4º Corpo da Novara. La manovra del 2º Corpo di Mac Mahon, per quanto tardiva, riuscì in pieno: la 2ª Divisione di Charles-Marie-Esprit Espinasse in combinazione con quella della Guardia di Camou presero sul fianco le unità austriache del 1º e 2º Corpo, mentre un’altra divisione di Mac Mahon, la 1ª di Joseph La Motte-Rouge prendeva da nord Boffalora. Quest’ultima unità e quella di Vinoy sul Naviglio, entrando in contatto, sancirono l’unione dell’ala di Napoleone III con quella di Mac Mahon.
Al tempo stesso però l'attacco del 3º Corpo austriaco da sud si manifestava pericoloso assorbendo le forze comandate direttamente da Napoleone III. Mac Mahon d'altronde era anche impegnato sul suo lato sinistro dalla 2ª Divisione austriaca del generale Franz von Cordon del 1º Corpo. Alle 18 la 3ª Divisione del 4º Corpo francese era giunta per intero da Novara fra il Ticino e il Naviglio e resisteva alla pressione del 3º Corpo austriaco, mentre attorno a Magenta si raccoglievano le forze del 2º e 7º Corpo austriaci.

### La vittoria francese

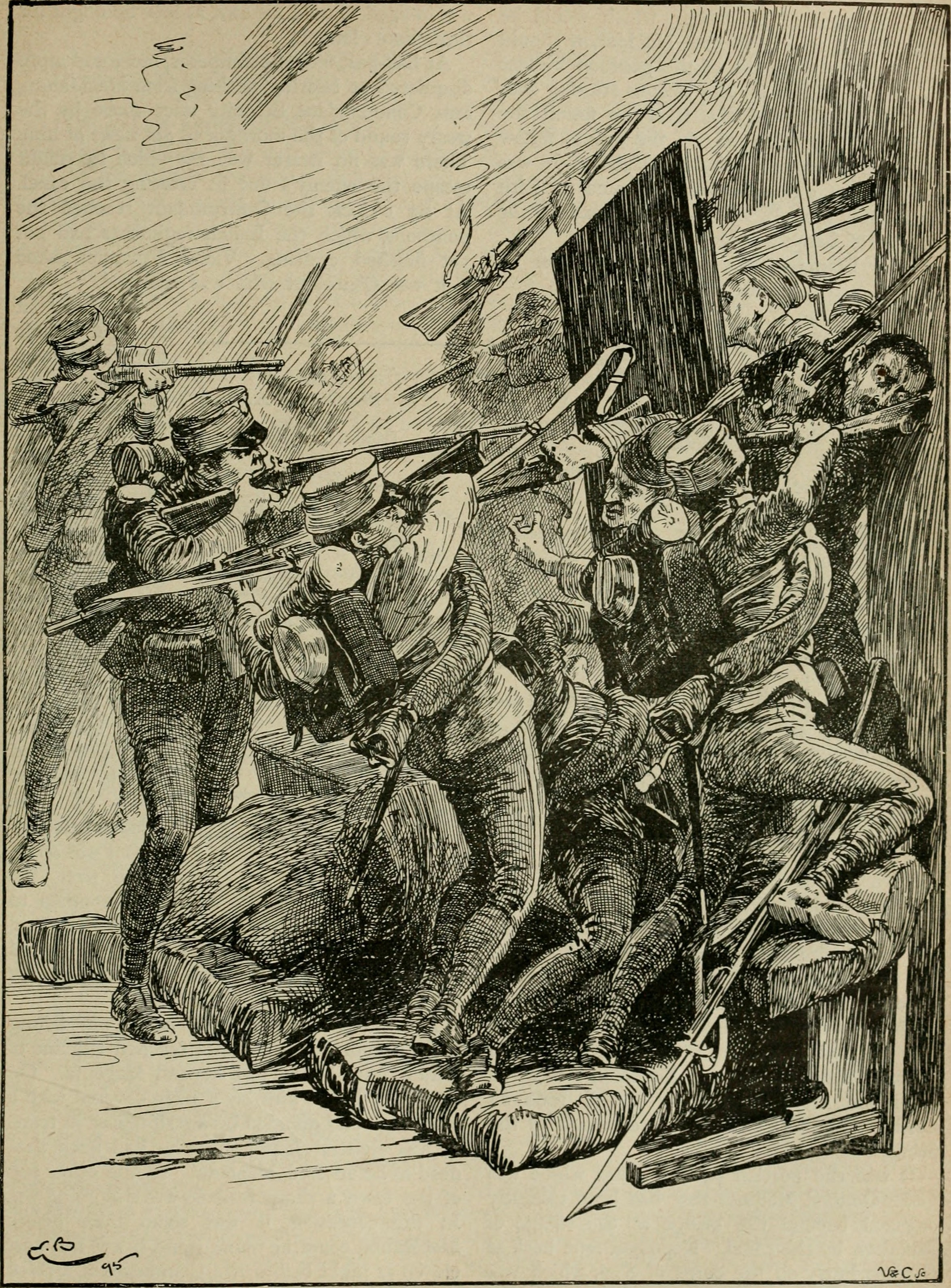
Il combattimento per la conquista francese di una casa difesa dagli austriaci a Magenta in una stampa dell’inizio del Secolo XX.

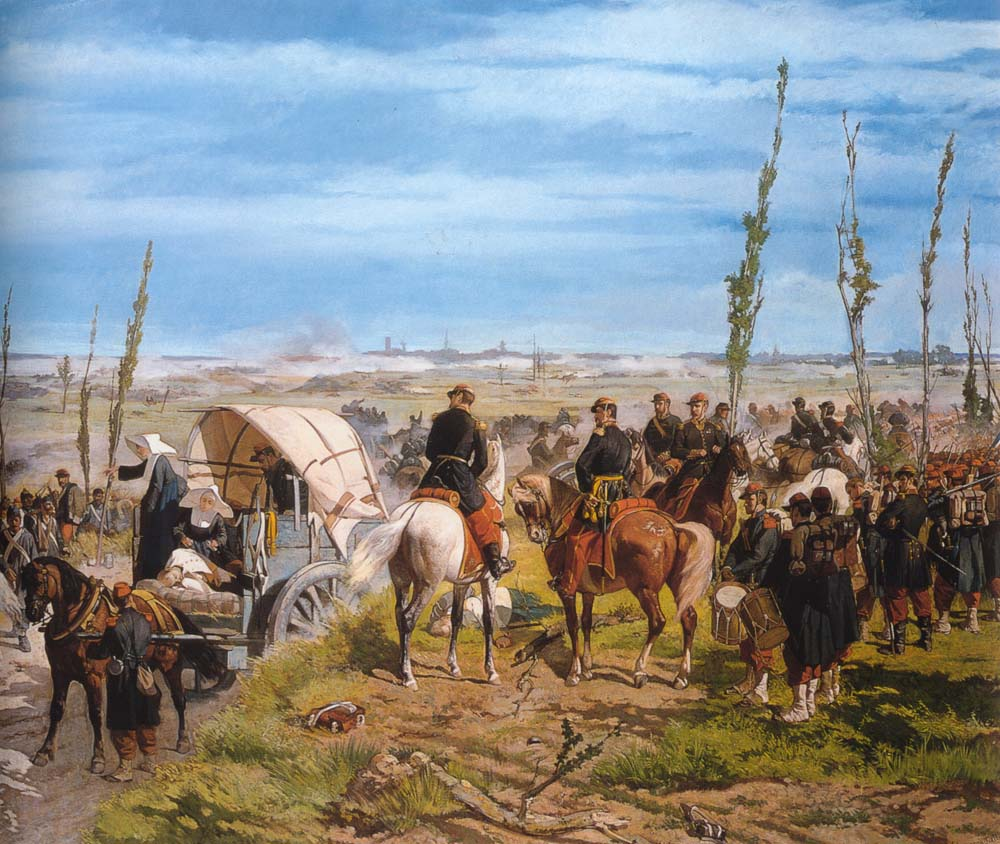
Le retrovie francesi durante la battaglia.

Intorno alle 18,30 l’esito della battaglia era segnato: i reggimenti austriaci combattevano ancora, ma avevano subito gravi perdite e Gyulay decise così per un ripiegamento ordinato verso sud-est, in direzione del suo 5º Corpo. Qualche ora prima, intanto, verso le 17,00 l’avanguardia della Brigata “Piemonte” di Filiberto Mollard della 2ª Divisione del generale Fanti, aveva preso contatto con la sinistra dello schieramento di Mac Mahon, benché il resto della divisione non potette giungere in tempo sul campo date le difficoltà di avanzare fra i carriaggi sulle poche strade disponibili. L’arrivo degli uomini di Vittorio Emanuele II evitò probabilmente che l’ala sinistra di Mac Mahon subisse un contrattacco austriaco che poteva essere sferrato oltre che dalla cavalleria di Mensdorff anche dalla brigata del generale Joseph Rezniček (1812-1887) della 2ª Divisione del 1º Corpo e della brigata di Leopold von Weigl della 2ª Divisione di Karl von Westegg del 7º Corpo.
Mac Mahon, ormai sicuro alle spalle e al suo fianco sinistro per la presenza delle forze piemontesi, sferrò l'attacco decisivo e fra le 19 e le 20 di quello stesso 4 giugno 1859 Magenta cadeva. Nello stesso tempo l'attacco austriaco da sud fra Ticino e naviglio veniva definitivamente respinto. Nel guidare la 2ª Divisione del 2º Corpo di Mac Mahon, morì il generale Espinasse. Poco dopo le 20 il maresciallo austriaco Clam-Gallas ordinò al 1º Corpo di ritirarsi su Binasco, 15 km a sud di Milano. Gyulai rimase per molte ore incerto. Alle 22 l’esercito austriaco era in completa ritirata. All'1,30 del mattino del 5 giunse al comando di Abbiategrasso il capo di stato maggiore imperiale Hess, con il quale si decise la ritirata generale verso il Lambro. La strada per Milano era libera.
Le forze francesi delle unità che parteciparono alla battaglia ammontarono a circa 54000 uomini, che furono coperti da 12000 piemontesi (non coinvolti dal fuoco se non marginalmente). 58000 gli austriaci delle unità che parteciparono attivamente. Sul campo rimasero 564 morti e 3045 feriti francesi. Gli austriaci lamentarono 1368 morti, 4358 feriti e circa 4500 fra prigionieri e dispersi. Si noti una certa sproporzione fra le perdite dell’attaccante (in genere, per forza di cose, superiori) e quelle del difensore. Probabilmente le relazioni ufficiali di entrambe le parti non riportarono un esatto numero di morti e feriti o non fu possibile rilevarlo.
La vittoria di Napoleone III alla battaglia di Magenta aprì alle forze alleate la Lombardia. Il 7 giugno le avanguardie raggiunsero Milano e l'8 l'imperatore francese e Vittorio Emanuele II fecero il loro ingresso trionfale in città attraverso l'arco della Pace e la piazza d'armi (oggi Parco Sempione) fra le acclamazioni della popolazione. Sul campo austriaco Gyulay fu deposto da comandante della 2ª Armata e sostituito, sulla carta, dall’imperatore Francesco Giuseppe. In realtà il comando passò ai generali che collaboravano direttamente con lui.

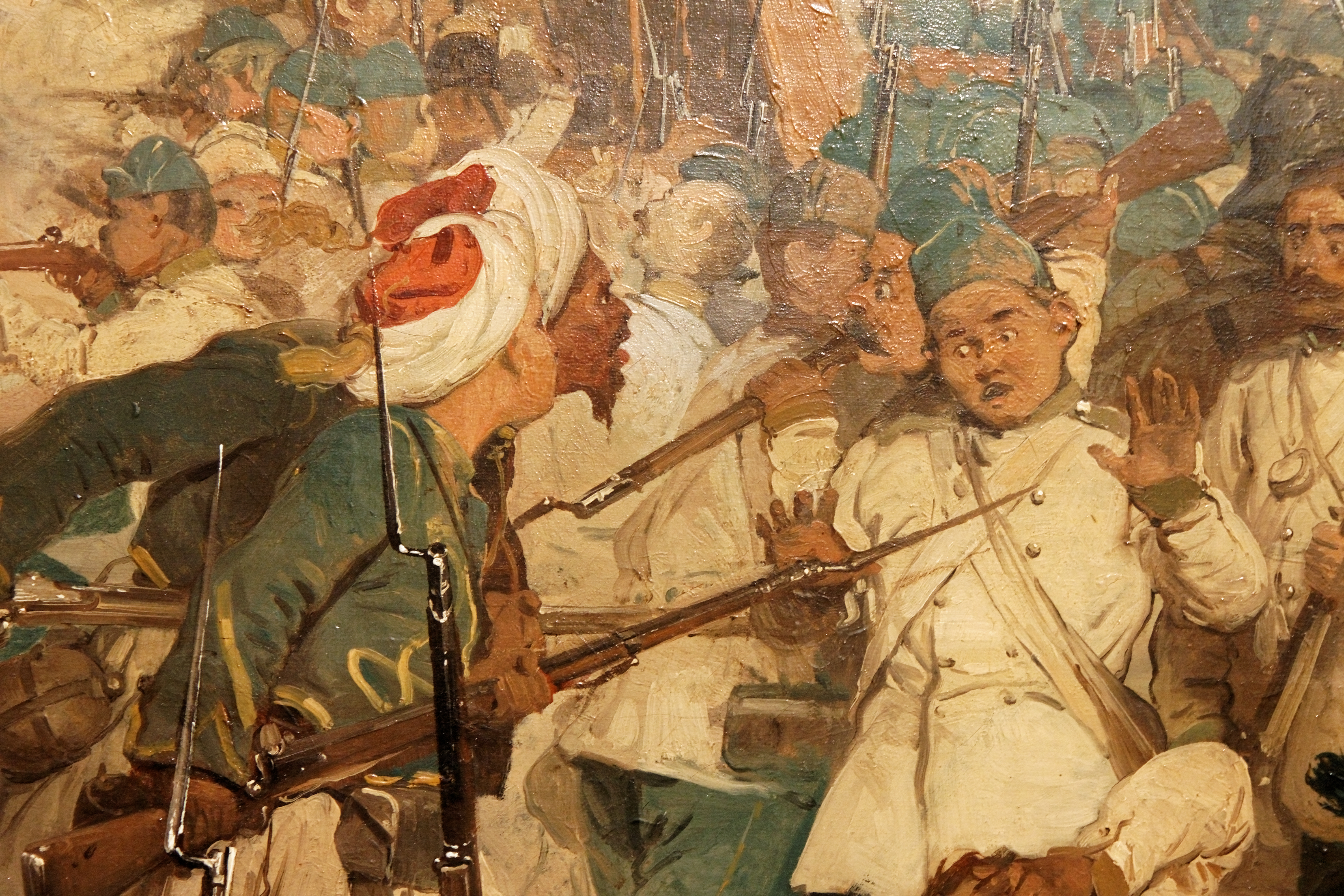
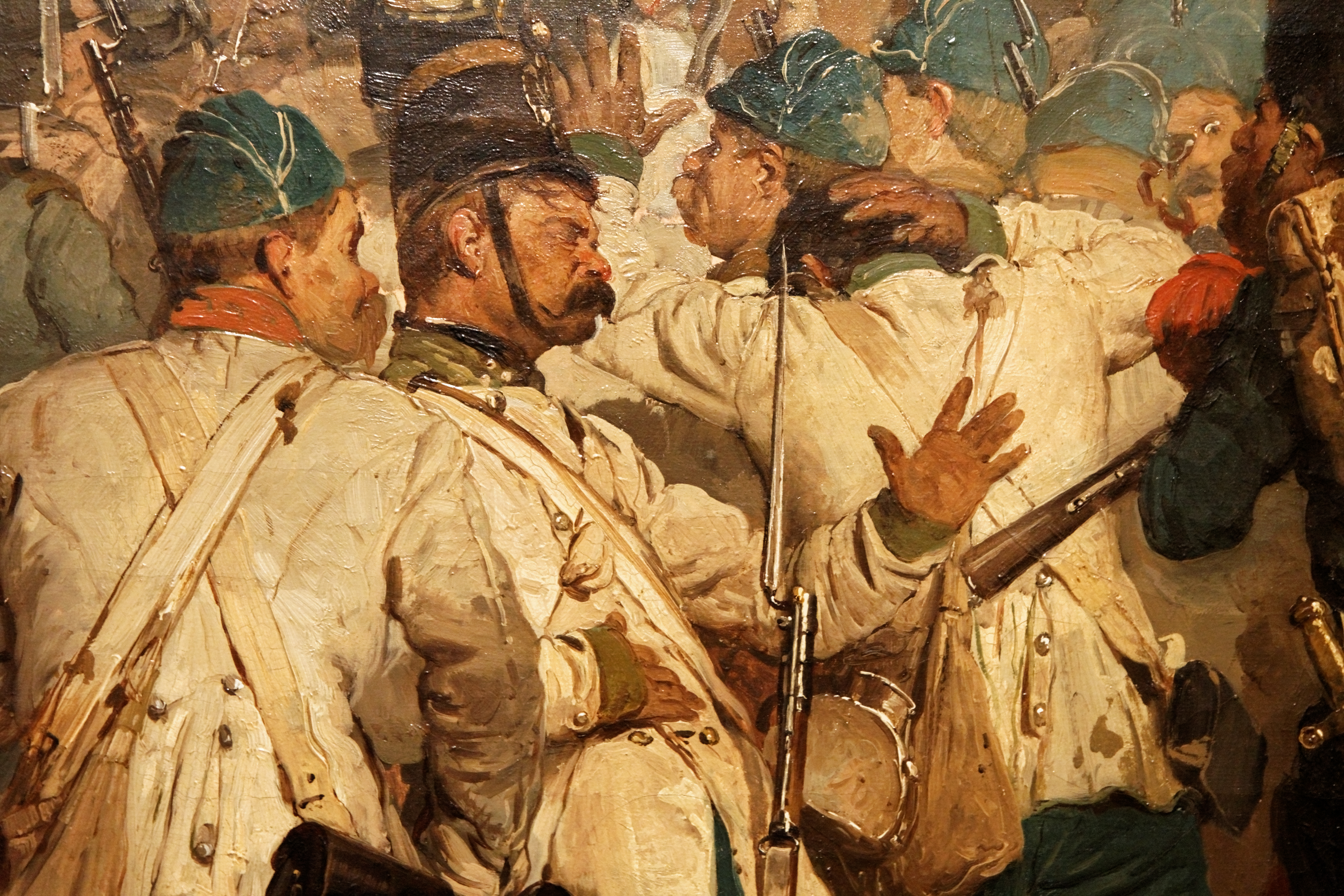
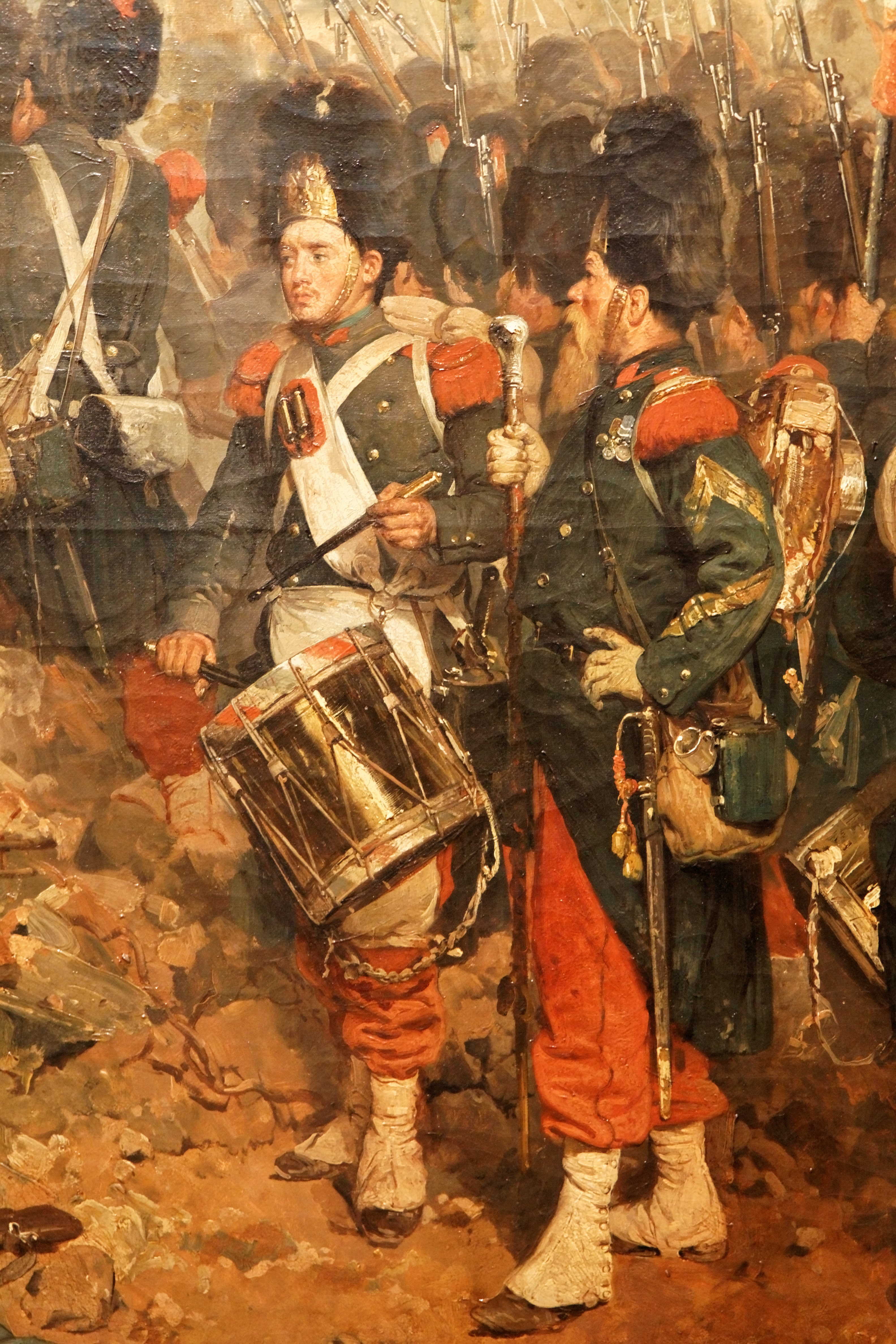
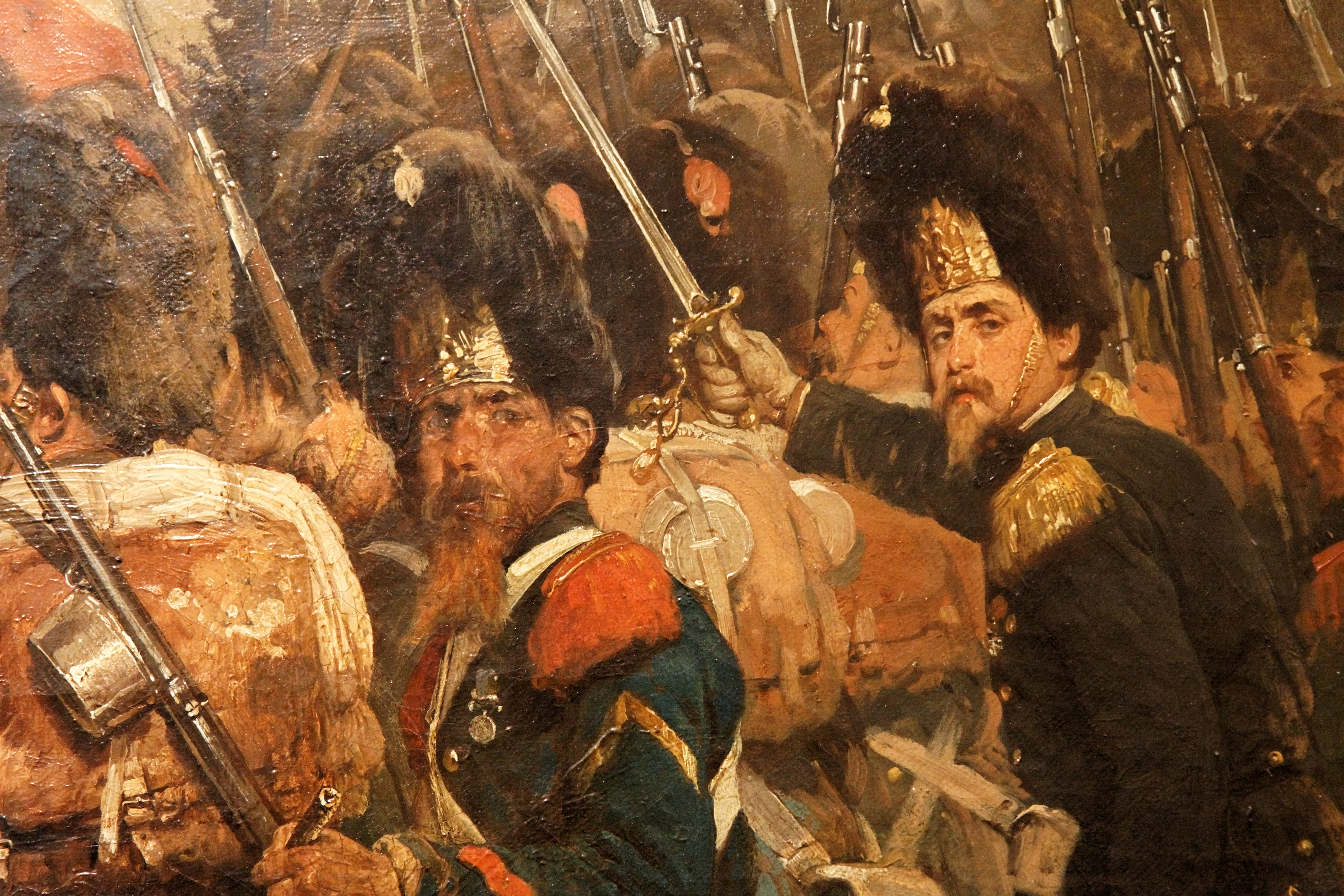
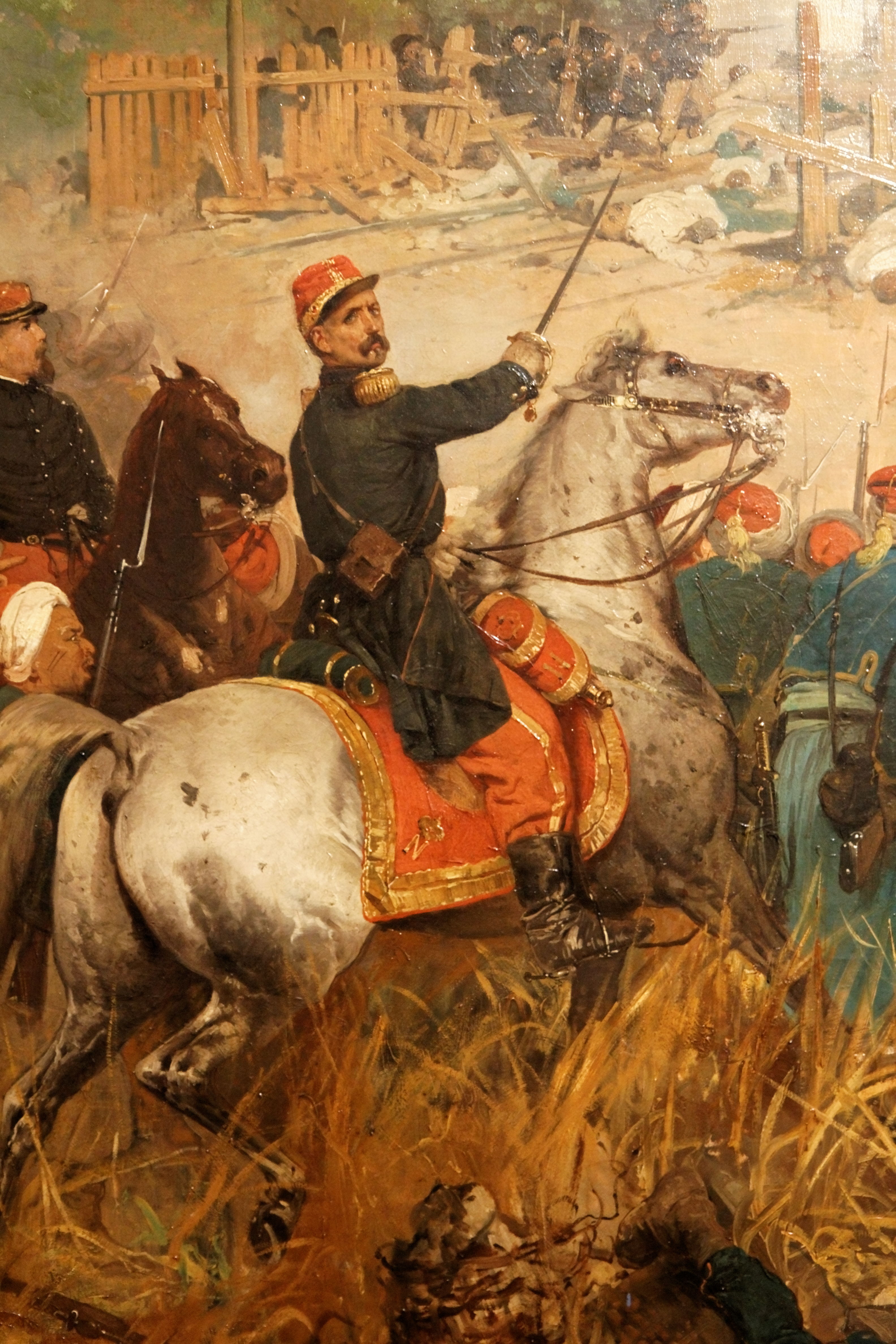
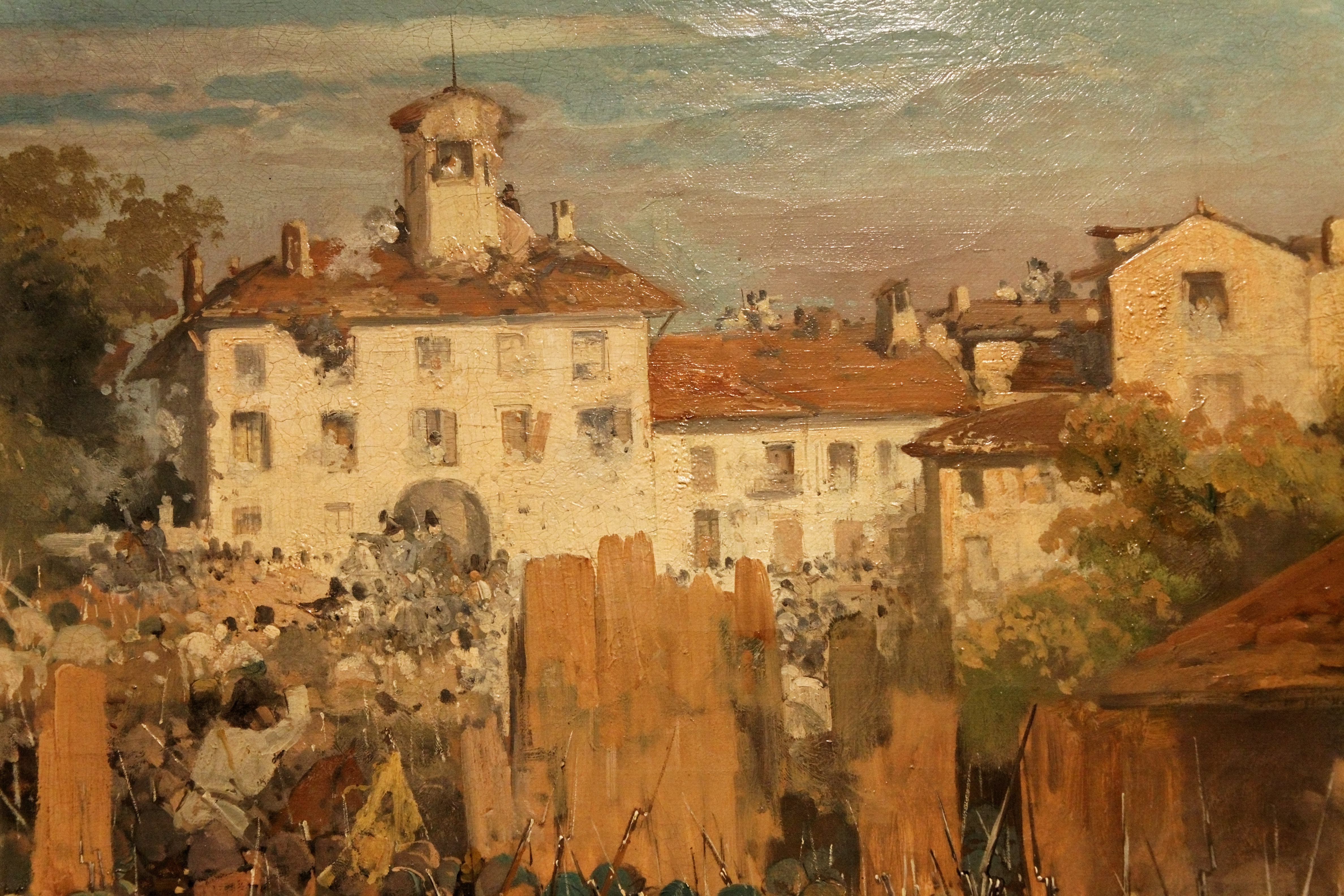
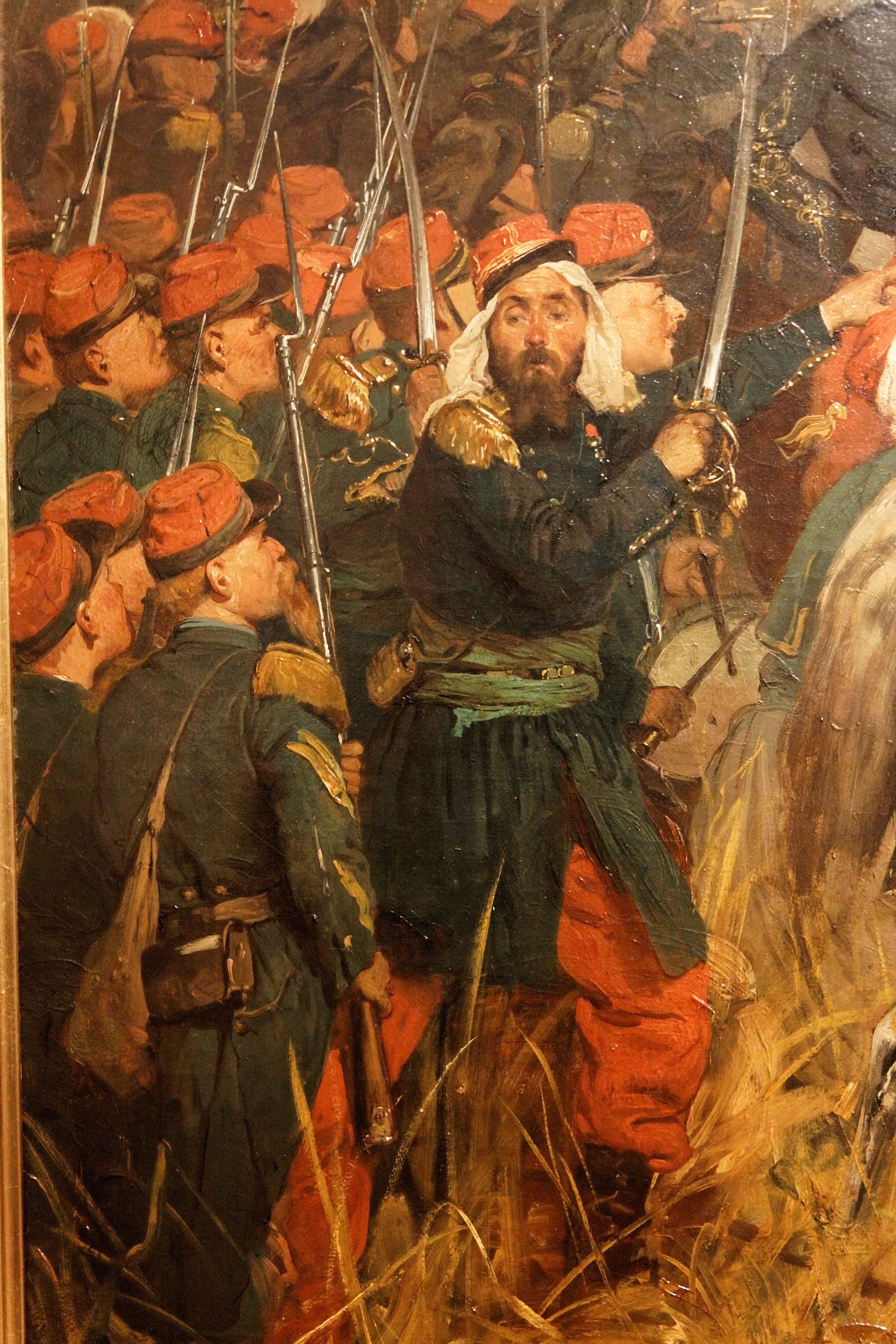

## Critica storiografica

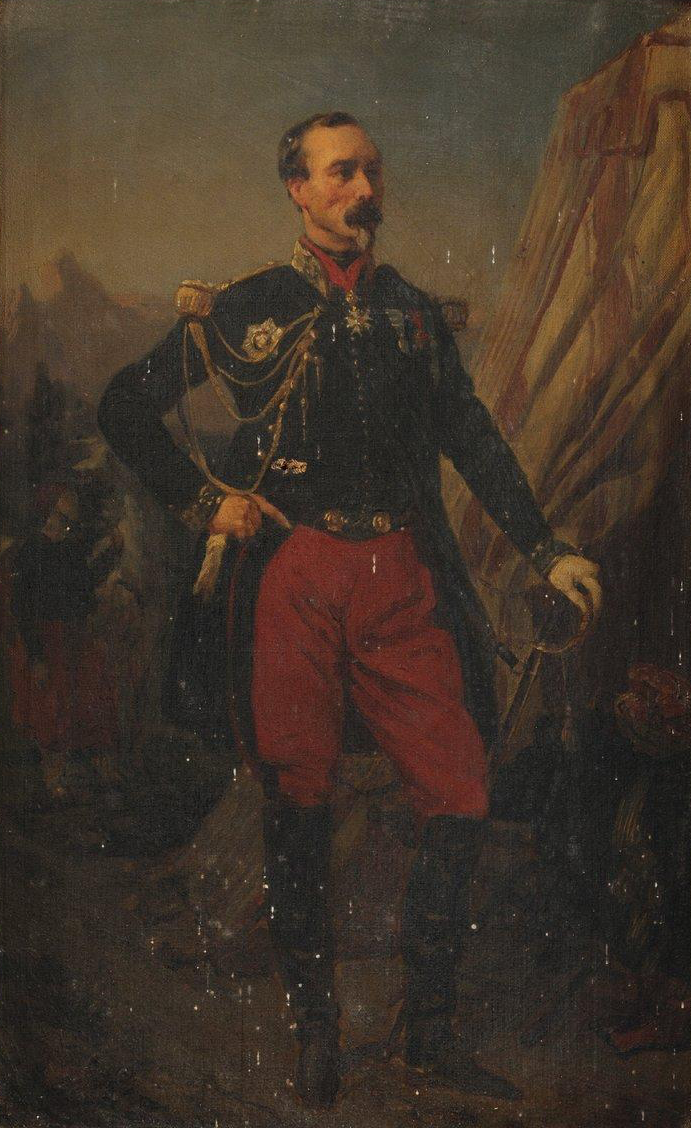
Il generale francese Charles-Marie-Esprit Espinasse, del Corpo di Mac Mahon, deceduto durante la battaglia al comando della sua divisione.

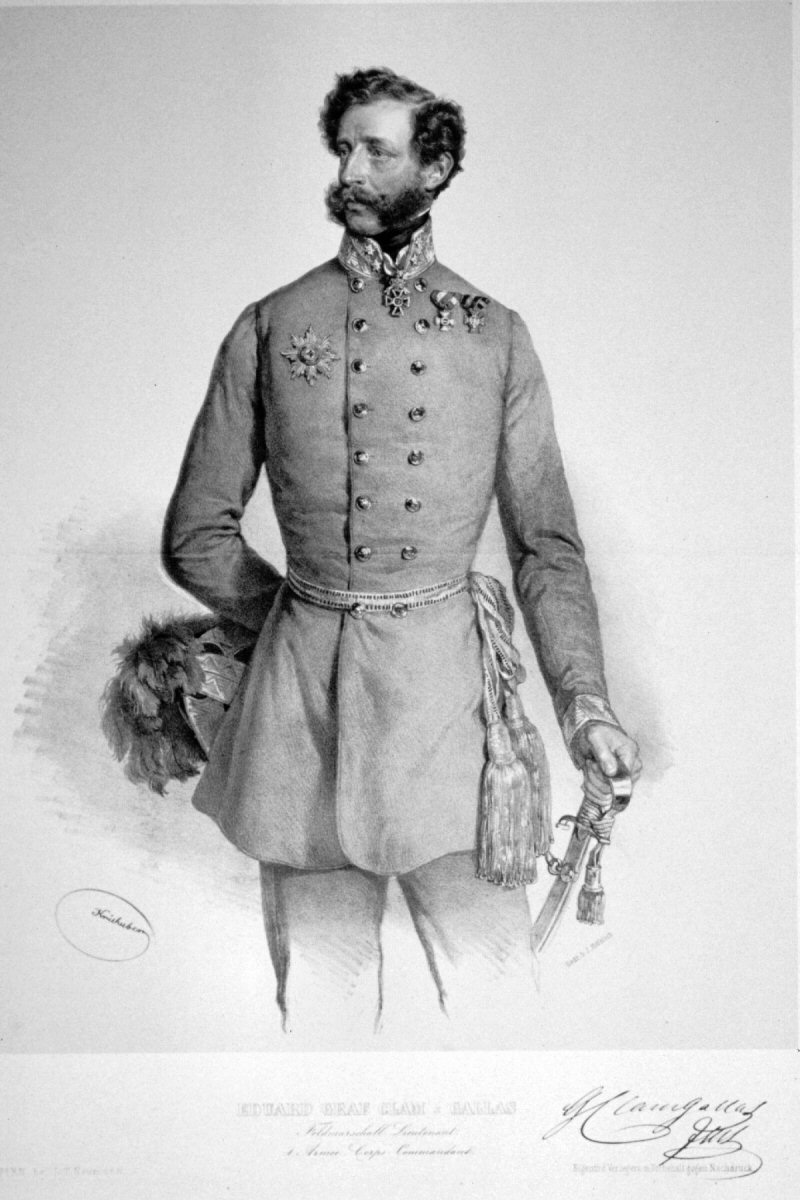
Eduard Clam-Gallas, comandante del 1º Corpo austriaco a Magenta.

Per quanto la battaglia sia risultata una vittoria per i francesi, vi furono molti punti che vennero ampiamente criticati dagli storici dell’epoca e di quelli successivi. Innanzitutto venne messa in discussione la leadership di Napoleone III:
(Carlo Arrigoni, in Napoleone vincitore e vinto nella campagna d'Italia del 1859', da "La Martinella di Milano", marzo-aprile 1959)
La storiografia dei vincitori, inoltre, si scagliò pesantemente sulla figura del feldmaresciallo Gyulay, indicato dai più come incompetente per essersi fatto "giocare" dai franco-piemontesi ed aver perduto del tempo prezioso nel movimento delle sue truppe, oltre che per non aver provveduto adeguatamente alla difesa delle posizioni assegnategli. Dopo il fallimento dell'impresa, il 16 giugno l'imperatore Francesco Giuseppe dovette sollevare Gyulay dai propri incarichi, assumendo personalmente il comando dell'esercito austriaco nel milanese. Al fine di mostrare ancora una volta la propria devozione all'impero austriaco, Gyulay chiese e ottenne il comando del reggimento che portava il suo nome, ma fu costretto a rimanere in sede a Mantova che fu una delle ultime roccaforti austriache a resistere al processo di unificazione italiano. Il personaggio è ancora oggi tra i più noti del Risorgimento italiano per aver lasciato moltissime tracce della propria presenza, in particolare nella cultura dialettale lombarda. Il suo nome infatti compare in molte vignette satiriche del periodo della seconda guerra d'indipendenza italiana ed in molte bosinade e canzoni come la famosa Varda Gyulai composta proprio in occasione della battaglia di Magenta.

## La battaglia di Magenta nella cultura di massa

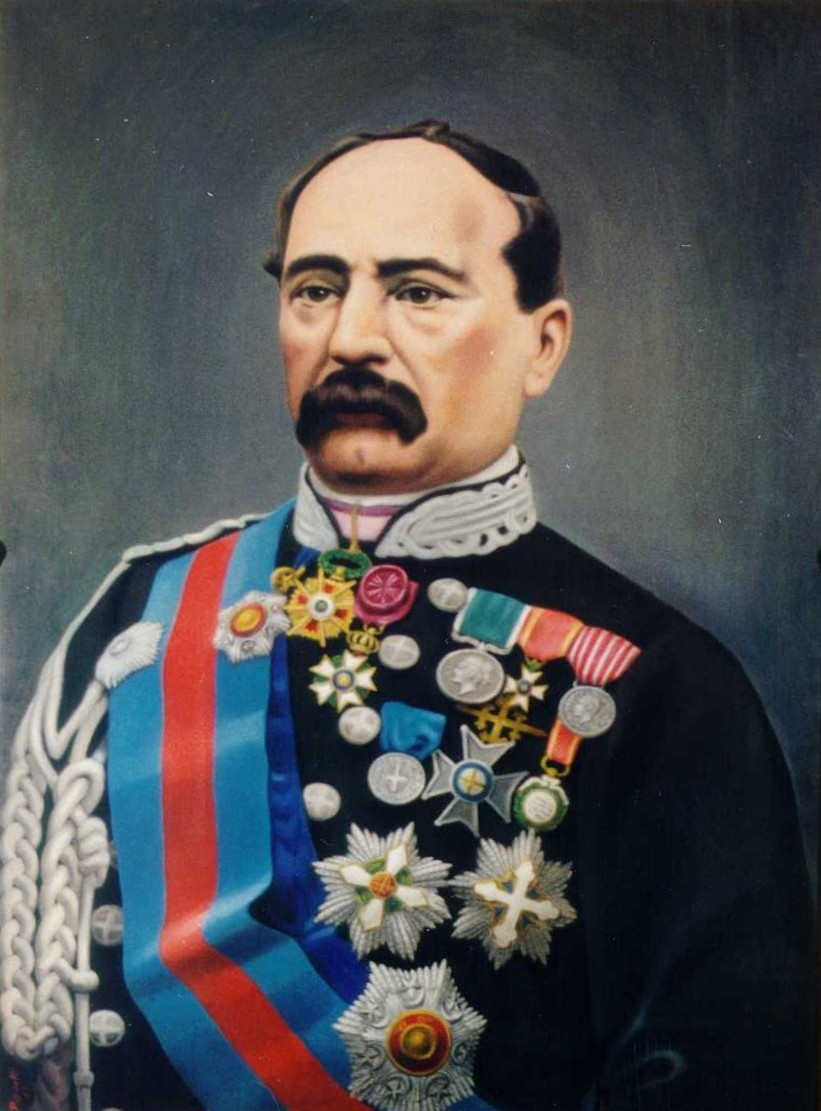
Il generale piemontese Manfredo Fanti, comandante delle forze di copertura di Mac Mahon.

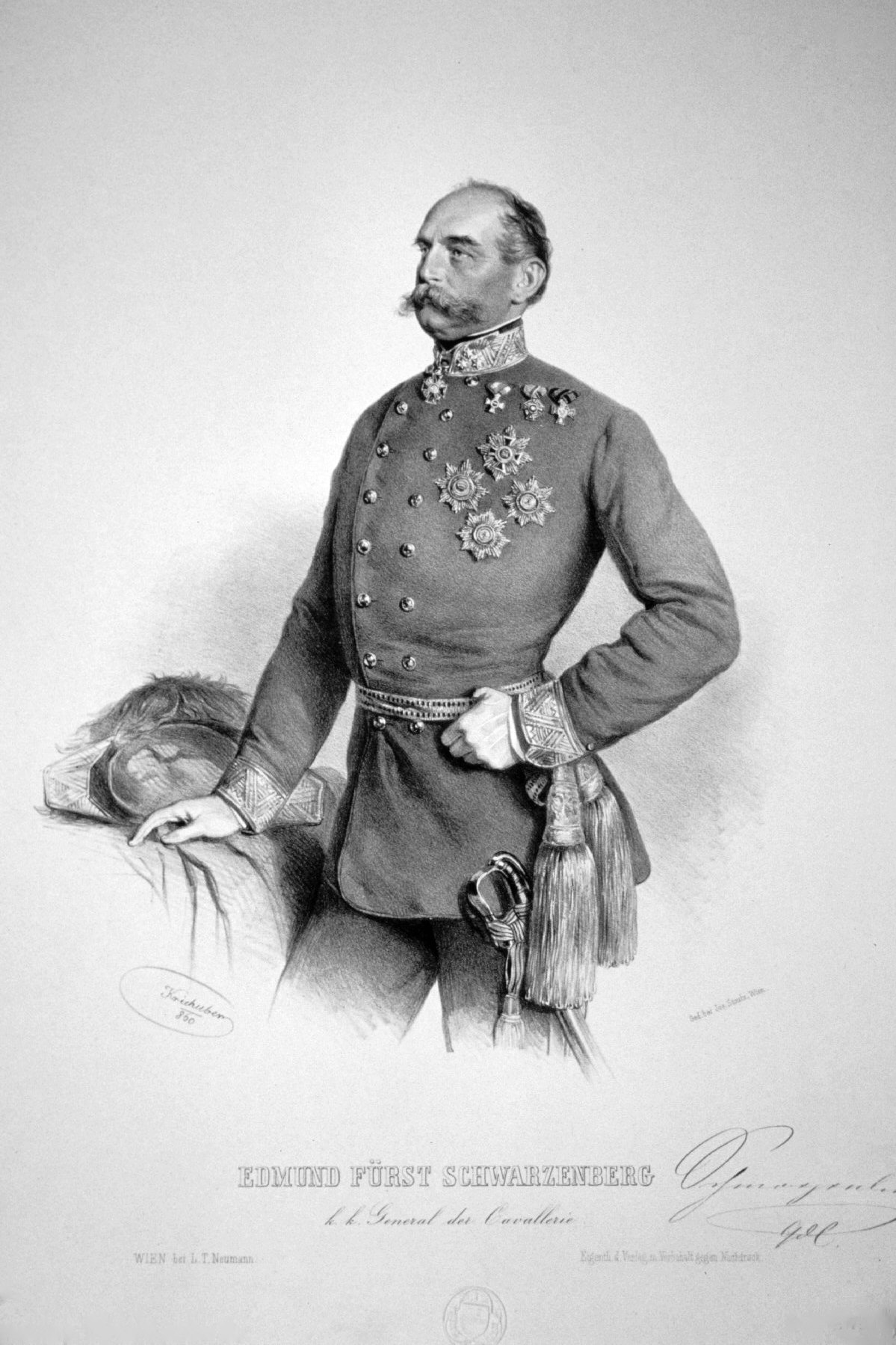
Edmund di Schwarzenberg, autore del fallito tentativo del 3º Corpo austriaco di contrattaccare da sud.

Nella città di Magenta, ogni anno, ha tradizionalmente luogo una ricostruzione storica con figuranti per ricordare gli avvenimenti della Battaglia di Magenta.
Nel 2009, in occasione del 150º anniversario dello scontro, la ricostruzione battaglia è stata spostata in campo aperto presso un'area periferica della città (e non più nel centro ove tradizionalmente la sfilata storica aveva luogo) per consentire agli oltre 300 figuranti di avere maggior manovrabilità nelle posizioni.
Casa Giacobbe, ancora presente, presenta sulla facciata i segni dei proiettili e delle cannonate del 4 giugno 1859, drammatiche testimonianze di quello scontro; la residenza è divenuta in seguito di proprietà comunale ed oggi è divenuta un centro congressi e luogo espositivo del museo sulla battaglia. La famiglia Giacobbe, proprietaria dell'omonima villa ove aveva avuto luogo uno degli scontri più sanguinosi del 4 giugno 1859, fece decorare il portico dell'edificio con un ciclo pittorico in cui è narrato lo svolgersi degli eventi bellici di Magenta, dipinto ad opera di Giacomo Campi del 1897. 
Negli anni immediatamente successivi allo scontro, sull'ondata risorgimentale, la battaglia di Magenta venne celebrata in diverse opere pittoriche ad opera, tra gli altri, di pittori italiani come Giovanni Fattori, Carlo Bossoli e Gerolamo Induno e da artisti francesi come Gustave Doré ed Eugène-Louis Charpentier (1811-1890).
Poeti come Giosuè Carducci e Giovanni Bertacchi dedicarono alcuni dei loro componimenti alla battaglia di Magenta o la citarono nelle loro opere.
A partire dal 1861 a Magenta venne inoltre realizzato un ossario progettato dal sindaco e architetto milanese Giovanni Brocca, completato nel 1872. All'interno, tra le numerose lapidi, sono in bella evidenza quelle dedicate ai generali francesi Espinasse e Gustave Cler caduti nei combattimenti del 4 giugno. Dal 1904 nell'ossario riposano anche le ossa dei soldati caduti nei combattimenti lungo la ferrovia che, subito dopo la battaglia, proprio a ridosso della strada ferrata, erano stati frettolosamente sepolti.
Nel 1893, alla morte del maresciallo Mac Mahon, la città di Magenta ritenne doveroso dedicargli un monumento. La statua, progettata dallo scultore Luigi Secchi con la collaborazione di Luca Beltrami, venne inaugurata nel 1895 e collocata proprio nei pressi della stazione ferroviaria.
La città di Magenta ha dedicato una serie di vie del proprio centro abitato ad eventi correlati alla battaglia di Magenta: via IV giugno, via Espinasse, via Cler, via Canrobert, via Fanti.
Lo scontro di Magenta ha lasciato segni importanti anche nella cultura odierna, come ad esempio il color magenta, una mistura prodotta per la prima volta nel 1859 e che deve il proprio nome proprio alla battaglia in ricordo, secondo la tradizione, del sangue versato sul campo dagli zuavi francesi.
L'episodio della battaglia di Magenta è divenuto anche ispirazione di una nota canzone per bambini dal titolo appunto La battaglia di Magenta dove vengono ripercorsi i ruoli dei fanti e dei cavalieri di quel giorno.
Nel 1959, in occasione del 100º anniversario della battaglia di Magenta, il Pastificio Castiglioni di Magenta creò appositamente gli "Spaghetti del Duca", così chiamati in onore del generale Patrice de Mac-Mahon, eroe di quella giornata.
La Regia Marina italiana dedicò alla battaglia di Magenta la pirocorvetta Magenta, impostata nel 1859, varata nel 1862 e radiata nel 1875. Analogamente, la Marina francese le dedicò l’omonima nave corazzata Magenta, impostata nel 1859, varata nel 1861 e affondata a causa di un incidente il 1875.
In Francia, nel 1859, il consiglio comunale della cittadina di Dizy, per celebrare la battaglia, diede nome Magenta ad un borgo che ora è comune a sé stante. Nella Parigi del secondo impero, invece, e in piena espansione, venne realizzato il Boulevard de Magenta per commemorare la grande vittoria dell'armata francese in Italia.

## Note

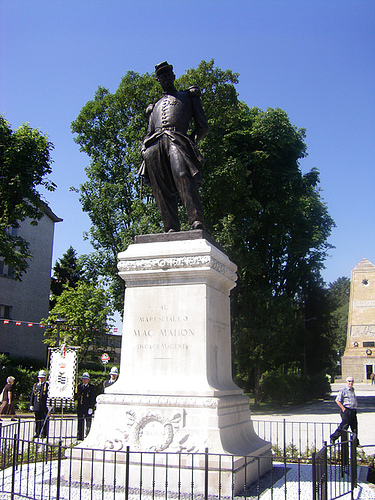
Il monumento al generale Mac Mahon a Magenta

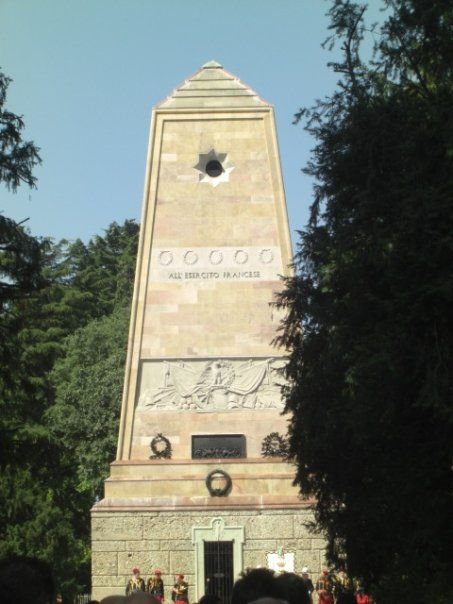
L'ossario ai caduti della battaglia di Magenta